# Battiscombe Gunn
Battiscombe George Gunn, detto Jack (Londra, 30 giugno 1883 – 27 febbraio 1950), è stato un egittologo e filologo inglese.
Pubblicò la sua prima traduzione dalla lingua egizia nel 1906. Tradusse inscrizioni per molti importanti scavi e siti, tra cui Faiyum, Saqqara, Amarna, Giza e Luxor (compreso Tutankhamon). Fu curatore del Museo di antichità egiziane del Cairo e del museo universitario dell'Università della Pennsylvania di Filadelfia. Nel 1934 fu nominato professore di egittologia presso l'Università di Oxford, cattedra che mantenne fino alla morte, avvenuta nel 1950.

## Gioventù ed origini
Gunn nacque a Londra, figlio di George Gunn, un membro della London Stock Exchange, e di Julia Alice Philp. I nonni paterni erano Theophilus Miller Gunn (FRCS), importante londinese originario di Chard, e Mary Dolly Battiscombe di Bridport. Il padre di Theophilus era John Gunn, un predicatore anticonformista originario di Wick in Scozia, ma che passò quasi tutta la carriera a Chard. Entrambi i rami della famiglia erano anticonformisti. Il primo nome deriva dal cognome da nubile della madre.
Fu istruito presso la Bedales School, la Westminster School e la Allhallows School di Honiton. Queste scuole pubbliche erano più liberali di quelle vittoriane, e presentarono a Gunn un ambiente più aperto. Bedales, in quei tempi, attraeva anticonformisti, agnostici ed ebrei liberali. Ebbe legami coi circoli intellettuali, e con i seguaci di Wedgewood, Darwin, Huxley e Trevelyan. All'età di 14 anni, mentre era ancora a scuola, iniziò a leggere i geroglifici. Si affidò ad un tutore a Wiesbaden, e fece ritorno a Londra all'età di 18 anni, a causa di cambiamenti nelle finanze familiari.
Il padre si aspettava che Jack seguisse le proprie orme nella City di Londra, ma scoprì che il figlio odiava quel lavoro. Tentò di fare il bancario, e l'ingegnere, ma neanche queste gli piacquero. Tra il 1908 ed il 1911 fu segretario private di Arthur Wing Pinero, lavoro che preferiva. Nel 1911 si spostò a Parigi, dove lavorò come giornalista per conto del Continental Daily Mail.
Si dimostrò portato per le lingue fin dalla tenera età, ed iniziò a lavorare con i geroglifici egizi quando ancora frequentava la scuola. Anche se spesso si dice che sia stato un autodidatta, il Griffith Institute Archives dice che studio I geroglifici presso lo University College di Londra, come studente di Margaret Murray.

## Inizio della carriera e coinvolgimento nella teosofia
Nel 1905 interpretò il ruolo di "Sacerdote delle inondazioni e delle tempeste" nella produzione della Theosophical Society di Londra intitolata The Shrine of the Golden Hawk, scritta e diretta da Florence Farr. Nel 1906 la sua traduzione del "Le massime di Ptahhotep e le Istruzioni di Kagemni" (tratta dal papiro Prisse a Parigi) fu pubblicata all'interno della serie "Wisdom of the East" di letteratura sapienzale. In seguito considerò prematura quella traduzione, e disse: "ripudio interamente la mia traduzione del papiro Prisse, per quanto uno possa ripudiare una cosa già in stampa". Viene comunque considerata un netto miglioramento rispetto alle precedenti traduzioni, e viene tuttora ristampata.
Sembra anche che in quel tempo sia stato in contatto con i capi di tutte le fazioni della comunità occulta di Londra: Arthur Edward Waite dell'ordine magico, il Golden Dawn, e Aleister Crowley che creò un proprio ordine chiamato A∴A∴ dopo aver lasciato il Golden Dawn. La biografia di Waite scritta da R. A. Gilbert descrive Gunn come "un artista, un egittologo ed un esperto di lingue orientali. Crowley basò la sua nuova religione, la Thelema, sulla traduzione della stele di Ankh-ef-en-Khonsu, chiamata anche "stele della rivelazione". In origine (1904) la fece tradurre dall'assistente curatore del Museo di antichità egiziane del Cairo, sotto la supervisione dell'egittologo Bugsch Bet. Nel 1912 iniziò ad utilizzare un'altra traduzione, quella di Gunn e Gardiner.
La rivista di Crowley, The Equinox, conteneva una serie di parodie di Waite. In due di queste, Battiscombe Gunn appare come personaggio secondario. Nel primo volume 1, numero 8 (settembre 1912), Gunn compare nel "Waite's Wet", un racconto fantasioso sul ritorno di Waite nel gruppo di Crowley. Nel volume 1, numero 10 (settembre 1913), Gunn compare in "Dead Weght", una descrizione falsa della morte di Waite (egli visse fino agli anni quaranta).
Un altro membro del Golden Dawn con cui è documentata una sua relazione fu Allan Bennett. Clifford Bax, nelle sue memorie "Some I Knew Well", descrive Gunn mentre organizza un incontro con Bennett. Bax era anche amico della prima moglie di Gunn, Meena, e del figlio Patrick Hughes, in seguito chiamato Spike.
A partire dagli anni trenta, Gunn fu un duro antagonista di Frederic H. Wood, secondo il quale un'antica principessa egizia parlò, in lingua egizia, tramite il "Rosemary". Questo modo di parlare in altre lingue è noto come xenoglossia. Le espressioni in lingua Rosemary furono registrate foneticamente ed un egittologo, Hulme, sostenne che il Rosemary fosse simile all'antico egiziano, e che potesse quindi essere tradotto in inglese. Nel giugno del 1937, con un articolo sul Journal of Egyptian Archaeology, Gunn sostenne che Hulme aveva manipolato le trascrizioni in modo da adattarle a quello che voleva ottenere. Un successivo studio di John D. Ray confermò che "potrebbero non esserci dubbi riguardo l'incompetenza di Hulme". Inoltre, sia Gunn che Ray fecero notare come il concetto di cammelli utilizzati come trasporto domestico era inconsistente, dato che furono usati come trasporto solo a partire dalla XVIII dinastia egizia. Il libro scritto da Wood su questo argomento, Egyptian Miracle, fa continui riferimenti a Gunn, tra cui: "Inoltre, il passaggio del nostro avversario Battiscombe Gunn, nel 1950, può essere ricordato con il commento, De mortuis nil nisi bonum".

## Carriera professionale
Prima di partire per Parigi nel 1911, incontrò Alan Gardiner. Rimasero amici per tutta la vita e Gardiner fu citato nel suo testamento come depositario dei suoi documenti professionali. Nel 1913 visitò l'Egitto per la prima volta, come epigrafista della squadra di scavo di Flinders Petrie a Harageh, nei pressi di Fayyum, dove collaborò con Reginald Engelbach. Lo scoppio della prima guerra mondiale gli impedì di tornare l'anno seguente. Tornando in Inghilterra, si arruolò nell'Artists Rifles, ma fu congedato per invalidità nel 1915.
Tra il 1915 ed il 1920 lavorò come assistente di Gardiner, soprattutto nell'opera lessicografica che portò nel 1947 alla pubblicazione di Ancient Egyptian Onomastica. Relativamente a questo periodo, Gardiner disse: "Era un vero boemo, e molte delle sue ricerche si svolsero presso il suo alloggio nel cuore della notte". Una serie di articoli scritti mentre lavorava per Gardiner portarono alla pubblicazione nel 1924 della sua opera principale, Studies in Egyptian Syntax. In questo libro identifica le strane relazioni sintattiche tra negazione e tempo, oggi note come legge di Gunn. La legge di Gunn appare ancora nei testi moderni.
Nell'inverno tra il 1921 ed il 1922 fece parte della squadra guidata da Thomas Eric Peet e Leonard Woolley ad Amarna. Fece parte dal 1922 al 1928 dello staff del Servizio delle Antichità del governo egiziano. In questo periodo lavorò con Cecil Firth alle indagini sulla piramide di Teti. Aiutò nella traduzione di un'ostraka proveniente dalla tomba di Tutankhamon. Riuscì a leggere il nome di Snefru nella tomba che alla fine si dimostrò essere di Hetepheres I.
Nel 1928 divenne assistente conservatore del Museo Egizio del Cairo, anno in cui nacque il figlio, John Battiscombe. Nel periodo in cui visse a Maadi, subito fuori dal Cairo, studiò la creazione dei papiri, coltivandone piante nel proprio giardino. Schiacciò gli steli di papiro tra due strati di lino, producendo ottimi esemplari di papiro, uno dei quali fu esibito presso il Museo Egizio del Cairo.
Nel 1931 si trasferì presso il museo universitario dell'Università della Pennsylvania a Filadelfia come curatore della sezione egizia. Nel 1934 ottenne una laurea ad honorem dall'università di Oxford, grazie alla quale poté essere nominato professore di egittologia della stessa università, cattedra che mantenne fino alla morte. Fece parte del Queen's College e, nel 1943, fu nominato "Fellow" della British Academy.
Mentre si trovava ad Oxford si dedicò ai propri studenti, a scapito delle proprie ricerche. Fu editore del Journal of Egyptian Archaeology dal 1934 al 1939 e mantenne legami epistolari con numerosi altri egittologi sparsi per il mondo. Durante la seconda guerra mondiale, molti dei suoi studenti (tra cui Alec Dakin) lavorarono sulla decodifica delle cifrature dei messaggi segreti a Bletchley Park. Tra gli altri studenti vi erano Ricardo Caminos, Warren Royal Dawson, Peter Lewis Shinnie, Paul Ernst Kahle e Thomas Garnet Henry James.
Il giallo scritto da Agatha Christie nel 1944, C'era una volta, è ambientato a Tebe nel Medio Regno ed è basato su una serie di lettere che Gunn tradusse.
Per "Land of Enchanters - Egyptian Short Stories from the Earliest Times to the Present Day", pubblicato nel 1947, fornì la traduzione in inglese di storie in antico egizio ed in lingua copta. Un'edizione rivista è stata pubblicata nel 2002.

## Vita personale
Nel 1915 conobbe Meena Hughes, l'ex moglie del musicologo irlandese Herbert Hughes. Il suo nome da ragazza era Lillian Meacham, nata a Maidstone, Kent, ma passò buona parte della giovinezza a Città del Capo, in Sudafrica, dove il padre, C.S. Meacham, era un dirigente della Olsson's Brewery. Gli fu dato il soprannome di Meena da Alfred Richard Orage, il quale disse che le sue bionde trecce infantili gli ricordavano la principessa Guglielmina. Quasi ventenne tornò a Londra a studiare pianoforte presso la Royal Academy of Music. Sua sorella minore fu Gwendoline Meacham, che in seguito divenne una nazionalista scozzese e cambiò il proprio nome in Wendy Wood.
Oltre a suonare il piano, per il quale vinse 2 medaglie d'oro prima di smettere, fece parte del circolo che ruotava attorno a G. B. Shaw e H. G. Wells. Fu membro del Fabianesimo e si dedicò a letture teosofiche. Nel 1907, non molto prima del matrimonio con Hughes, ebbe una breve relazione con lo scultore e tipografo Eric Gill, con il quale lei e Jack furono amici per tutta la vita. Jack affittò un cottage a Ditchling, dove si trovava Gill, nell'estate del 1919, e Jack, Meena e Pat vi vissero in seguito.
Nel 1915, durante la prima guerra mondiale, Meena si trovava a Firenze per visitare un altro corteggiatore, un "ricco americano". Jack accompagnò il suo figlio di sette anni, Patrick Hughes (in seguito Spike Hughes) da Londra a Firenze, per poi fare ritorno. Nella sua autobiografia, "Opening Bars", Pat descrive la decisione della madre di tornare in Inghilterra per sposare Jack. Il divorzio da Herbert Hughes fu però ratificato solo nel 1922.
Negli anni venti, mentre Jack stava lavorando in Egitto, Meena passò del tempo in Europa centrale, dove Jack la raggiunse in estate. Nel 1924 Meena studiò psicoanalisi con Sigmund Freud a Vienna e con Sándor Ferenczi a Budapest. In questo periodo a Jack fu chiesto di fare visita a Freud per osservare le sue antichità egizie. Non disse mai nulla a Freud, ma si convinse che fossero quasi tutti dei falsi. Meena fu una psicoanalista per i successivi 45 anni, fino all'età di 80 anni. Mentre Jack era professore di egittologia ad Oxford, Meena continuò a praticare la psicoanalisi in Harley Street a Londra. Dopo la seconda guerra mondiale lavorò con Anna Freud e, negli anni sessanta, negli Stati Uniti d'America.
Dopo aver completato l'addestramento da psicoanalista, Meena accompagnò Jack in Egitto e nel 1928 loro figlio J. B., noto come Iain, nacque al Cairo.
Nel 1940 Meena e Jack divorziarono e Meena sposò Alex Grey-Clarke, un giovane dottore di Harley Street.
Nel 1948 Jack sposò Constance Rogers, una bibliotecaria dell'Ashmolean Museum.